# Luca Brirup
Luca Brirup (* 17. Februar 2000) ist ein deutscher Volleyballspieler.

## Karriere
Brirup begann seine Karriere 2017 beim Drittligisten TSC Münster-Gievenbeck. 2021 spielte er vorübergehend beim FC Schüttorf 09. Anschließend kehrte der Mittelblocker nach Münster zurück und schaffte mit dem Verein 2022 den Aufstieg in die zweite Liga, wo die Mannschaft als Orderbase Volleys antrat. 2024 wechselte er zum Erstligisten VC Bitterfeld-Wolfen.